# Marion Lorne
Marion Lorne est une actrice américaine, née le 12 août 1883 à West Pittston (Pennsylvanie) et morte le 9 mai 1968 à New York.

## Biographie
Très demandée à Broadway dans les années 1920, elle met sa carrière entre parenthèses après son mariage. Après le décès de son mari en 1942, elle part pour l'Angleterre où elle connaît une seconde carrière théâtrale particulièrement brillante, notamment au Whitehall Theater de Londres.
Elle joue en 1951 dans L'Inconnu du Nord-Express d'Alfred Hitchcock, qui dit d'elle qu'elle était plus qu'une actrice en Angleterre, une véritable institution.
Elle fut aussi l'inoubliable « Tante Clara » dans la série Ma sorcière bien-aimée. En 1968, Elizabeth Montgomery est allée chercher l'Emmy Award en son nom, Marion Lorne étant morte 10 jours auparavant. Elle possédait une collection de poignées de portes, passion partagée par Tante Clara...

## Filmographie

### Cinéma
- 1951 : L'Inconnu du Nord-Express (Strangers on a Train) d'Alfred Hitchcock : Mrs. Anthony
- 1955 : The Girl Rush : Tante Clara
- 1967 : Le Lauréat (The Graduate) de Mike Nichols : Miss DeWitte

### Télévision
- 1952 - 1955 : Mister Peepers : Madame Guerny
- 1957 - 1957 : Sally (1957 TV series) (en) : Myrtle Banford
- 1958 : The Garry Moore Show : Regular (unknown episodes)
- 1964 - 1968 : Ma sorcière bien-aimée : Tante Clara

## Récompenses
- 1954 : nomination aux Emmy Awards pour Mister Peepers
- 1955 : nomination aux Emmy Awards pour Mister Peepers
- 1958 : nomination aux Emmy Awards pour Sally (en)
- 1967 : nomination aux Emmy Awards pour Ma sorcière bien-aimée
- 1968 : Emmy Awards de la meilleure actrice dans un second rôle pour Ma sorcière bien-aimée.